# Karl Ludwig Nitzsch

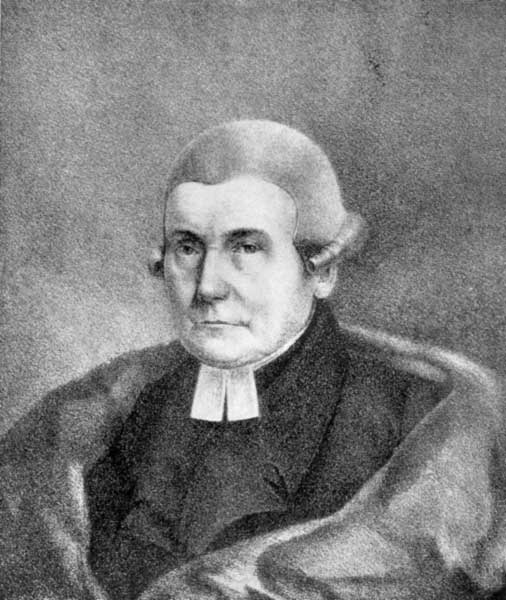
Karl Ludwig Nitzsch

Originalunterschrift von 1798 mit Siegel

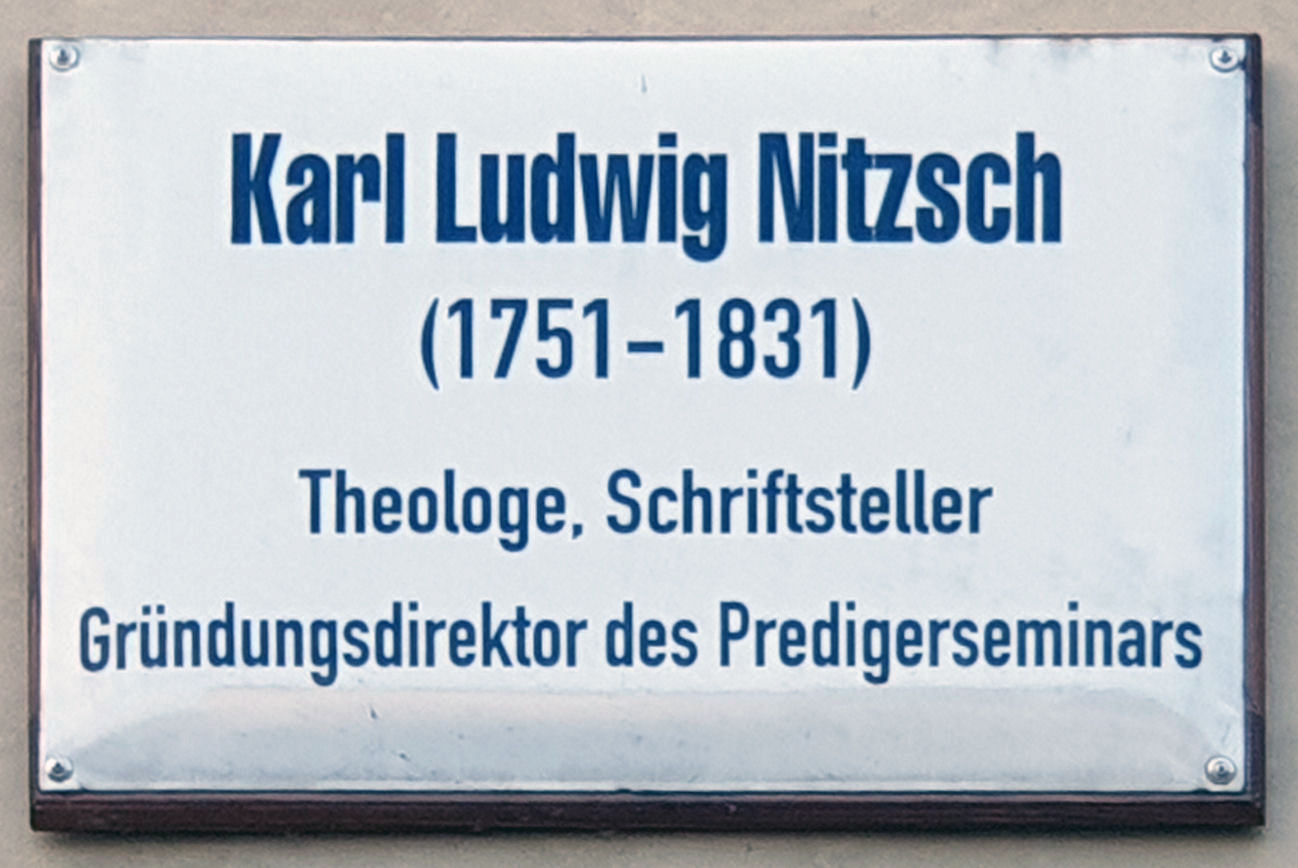
Gedenktafel am Haus, Collegienstraße 54, in Wittenberg

Karl Ludwig Nitzsch, eigentlich Carl Ludwig Nitzsch (* 6. August 1751 in Wittenberg; † 5. Dezember 1831 in Wittenberg), war ein deutscher Theologe und wichtiger Vertreter des rationalistischen Supranaturalismus.

## Leben
Karl Ludwig Nitzsch wurde als Sohn des Diakons der Wittenberger Stadtkirche Wilhelm Ludwig und der Katharina Elisabeth Nitzsch (geb. Richter) in Wittenberg geboren. Er besuchte das Gymnasium Wittenberg, dann die Fürstenschule St. Afra in Meißen, um von 1770 bis 1775 an der Wittenberger Universität Theologie zu studieren. Unterstützt wurde er dabei von dem Küchmeister- und Lietzo’schen Familienstipendium in Zerbst, woran die Familie seiner Mutter Anrechte besaß. Als Pfarrer in Beucha bei Grimma begann er seinen Werdegang als Theologe. 
1785 wurde er Pastor und Superintendent in Borna und seit 1788 Stiftssuperintendent und Konsistorialassessor in Zeitz. 1790 erwarb er sich die theologische Doktorwürde und wurde daraufhin Professor der Theologie der Universität Wittenberg, mit der damit verbundenen Stelle des Generalsuperintendenten der sächsischen Kurkreise, Konsistorialassessor und Pastor an der Stadtkirche in Wittenberg. In der Folge der napoleonischen Befreiungskriege und des Beschlusses des Wiener Kongresses am 31. Mai 1815, fielen drei Fünftel des Landes Sachsen, darunter Wittenberg an Preußen.
Das führte dazu, dass die Universität von Wittenberg nach Halle verlegt und dort 1817 die Vereinigte Friedrichs-Universität Halle-Wittenberg, die spätere Martin-Luther-Universität Halle-Wittenberg, gegründet wurde. Daraufhin verlor Nitzsch seine Professur an der Universität und die Generalsuperintendentur, wurde zur Superintendentur herabgesetzt. Als Ersatz bekam Wittenberg das evangelische Predigerseminar, das bis zum Jahr 2012 seinen Sitz in den Räumen des Augusteums hatte. Nitzsch wurde der erste Direktor des königlichen Predigerseminars zu Wittenberg und blieb dies bis zu seinem Tode.
Aus der Ehe mit Luise Elenore Gottliebe Wernsdorf (* 9. September 1757; 12. Mai 1826), der Tochter Johann Christian Wernsdorfs I., erlangten drei Söhne ebenfalls Bedeutung: Christian Ludwig Nitzsch, Karl Immanuel Nitzsch und Gregor Wilhelm Nitzsch.

## Werkauswahl
Angeregt von Immanuel Kant bemühte er sich, durch Unterscheidung der Offenbarung von der Religion, d. h. der geschichtlichen Einführung der Wahrheit von dieser selbst, die Theologie teils vom Buchstabenglauben zu befreien, teils den naturalistischen Neigungen der Zeit entgegenzuwirken. Seine Ideen über Kirchenverfassung, fanden in seiner Zeit weitreichende Beachtung. Deshalb sind auch umfangreiche Artikel zu jener Thematik und anderen Kirchenfragen erschienen. Diese sind für damalige Zeiten, durchaus streng wissenschaftlich ausgeführt und auch geschichtlich fundamentiert.
- Über das Heil der Welt. 1817
- Über das Heil der Kirche. 1821
- Über das Heil der Theologie. 1830
- Prolusiones de judicandis morum praeceptis in N. T. A. Communi omnium hominum ae temporum usu alienis (Wittenberger Universitätsprogramme von 1791–1802)

Einzelpublikationen in:
- De revelatione religionis externa eaewque publica prolusiones academicae. Leipzig 1808
- De discrimine revelationes imperatoriae et Jidacticae prolusiones academicae. Wittenberg 2 Bände 1830